# Куюні-Мазаруні
Куюні-Мазаруні (англ. Cuyuni-Mazaruni) — регіон в Гаяні. Адміністративний центр — місто Бартика.

## Населення
Уряд Гаяни проводив три офіційні переписи, починаючи з адміністративних реформ 1980: в 1980, 1991 і 2002 роках. У 2012 році населення регіону досягла 20 280 осіб. Офіційні дані переписів населення в регіоні Куюні-Мазаруні:
- 2012: 20280 чоловік
- 2002: 17 597 чоловік
- 1991: 14 794 чоловік
- 1980: 14390 чоловік